# Banco de la Provincia de Buenos Aires
Il Banco de la Provincia de Buenos Aires, meglio conosciuto come Banco Provincia, acronimo BPBS, è una banca pubblica argentina. 
È il più antico istituto di credito dell'America Ispanica ed il primo emittente di carta moneta del Paese.

## Storia
La banca quando la provincia di Buenos Aires era controllata dal generale unitario Martín Rodríguez. 
Quest'ultimo chiese al suo ministro dell'Economia Manuel José García una misura per puntellare il tessuto economico bonaerense, distrutto dalla guerra d'indipendenza prima e dalla guerra civile poi. Il 6 settembre 1822, sotto con il patrocinio del governo provinciale, fu quindi fondato il Banco de Buenos Aires, meglio conosciuto come Banco de Descuentos. 
Al momento della sua istituzione fu la prima società anonima della storia argentina. 
Lo stesso giorno della nascita dell'istituto iniziarono ad essere impressi i primi biglietti Nel 1826 fu ribattezzata come Banco de las Provincias Unidas del Río de la Plata, diventando così. Quando il governo di Bernardino Rivadavia siglò un prestito con la Baring Brothers fu proprio il Banco de las Provincias Unidas del Río de la Plata ad amministrare il denaro giunto dalla Gran Bretagna.
Durante la dittatura di Juan Manuel de Rosas la banca si convertì in un'azienda mista pubblico-privata sotto controllo statale. 
Il 5 luglio 1856 concesse il primo credito ipotecario della storia argentina. Il patto di San José de Flores del 1859 sanzionò che la banca fosse sgravata di ogni imposta dal governo nazionale. Ancora oggi il Banco Provincia è l'unico istituto di credito a non pagare l'IVA.
Nel 1862 fu aperta nella città di San Nicolás de los Arroyos la prima filiale dell'istituto.  
L'anno successivo la banca assunse la denominazione attuale.  
Con la fondazione della nuova capitale provinciale La Plata nel 1882 la sede centrale dell'istituto fu trasferita in quest'ultima città. 
In seguito alla crisi del 1890 la banca dovette chiudere tutte le sue succursali ed entrò in moratoria. 
Per uscire da questa difficile situazione l'istituto si fuse con Banco de Comercio Hispano Argentino. 
Nel 1946 fu statalizzata durante il governo di Domingo Mercante mediante l'acquisto delle azioni degli investitori privati.